# Жидачівська міська територіальна громада
Жидачівська міська громада — територіальна громада в Україні, в Стрийському районі Львівської області. Адміністративний центр — місто Жидачів.
Площа громади — 182,7 км², населення — 17 953 мешканці (2020).

## Населені пункти
У складі громади 1 місто (Жидачів) і 17 сіл:
- Бережниця
- Вільхівці
- Волиця-Гніздичівська
- Дем'янка-Лісна
- Дем'янка-Наддністрянська
- Журавків
- Заболотівці
- Загурщина
- Заріччя
- Іванівці
- Межиріччя
- Млиниська
- Пчани
- Рогізно
- Смогів
- Тейсарів
- Туради